# Music Through Heartsongs: Songs Based on the Poems of Mattie J.T. Stepanek
Music Through Heartsongs: Songs Based on the Poems of Mattie J.T. Stepanek (titolo abbreviato in Music Through Heartsongs) è il quarto album in studio del cantante statunitense Billy Gilman, pubblicato nel 2003.

## Il disco
Le canzoni di questo disco sono ispirate o basate sugli scritti di Mattie Stepanek, giovane poeta deceduto nel 2004 (un anno dopo l'uscita del disco) a soli 13 anni a causa della distrofia muscolare.

## Tracce
1. For Our World – 3:24 (Mattie Stepanek, David Malloy, Jimmy Nichols)
2. About Things That Matter – 3:12 (Stepanek, Angela Lauer)
3. Morning Gift – 2:13 (Stepanek, James T. Slater)
4. I Am/Shades of Life – 4:40 (Stepanek, Malloy, Bruce Roberts)
5. It Happened Anyway – 3:30 (Stepanek, Tom Douglas)
6. Possession – 2:49 (Stepanek, Randle Chowning, Mark Morton)
7. Songs of the Wind – 2:24 (Stepanek, Richard Leigh)
8. Making Real Sense of the Senses – 3:39 (Stepanek, Roberts)
9. The Gift of Color – 3:19 (Stepanek, Slater)
10. I Could… If They Would – 2:50 (Stepanek, Jon Stone)
11. About Memories – 4:34 (Stepanek, Angela Bacari, Billy Gilman, Sandy Linzer)
12. About Watches – 3:13 (Stepanek, Bacari, Gilman, Linzer)